# Миравальес (вулкан)
Мирава́льес (исп. Miravalles) — действующий стратовулкан в Северной Америке.
Расположен в Коста-Рике. Высота над уровнем моря — 2028 м. Последние небольшое извержение было в 1946 году. Кальдера была сформирована в ходе нескольких крупных взрывных извержений между 1,5 и 0,6 млн лет назад. В районе вулкана находится крупное геотермальное поле.